# Політична доктрина
Політи́чна доктри́на, вчення — сукупність поглядів, що випливають з певної ідеології, система засад, настанов, які визначають мету (наприклад побудова демократичного устрою), що за певних історичних умов, може бути ухваленою для  впровадження державою, партією чи окремим рухом, а також засоби її досягнення.
Політичні доктрини розглядаються в наукових областях на межі політології, права та історії, як от: історія політичних доктрин (історія політичних і правових доктрин), історія політичних теорій, політичної думки, політичної філософії та навіть історія політичних задумів (ідей), яка ширше розглядає предмет дослідження.
Історія політичних і правових вчень викладається в університетах;  з теоретичного боку доктрини також, є предметом зацікавленості науки про державу і політику.